# Mezcal

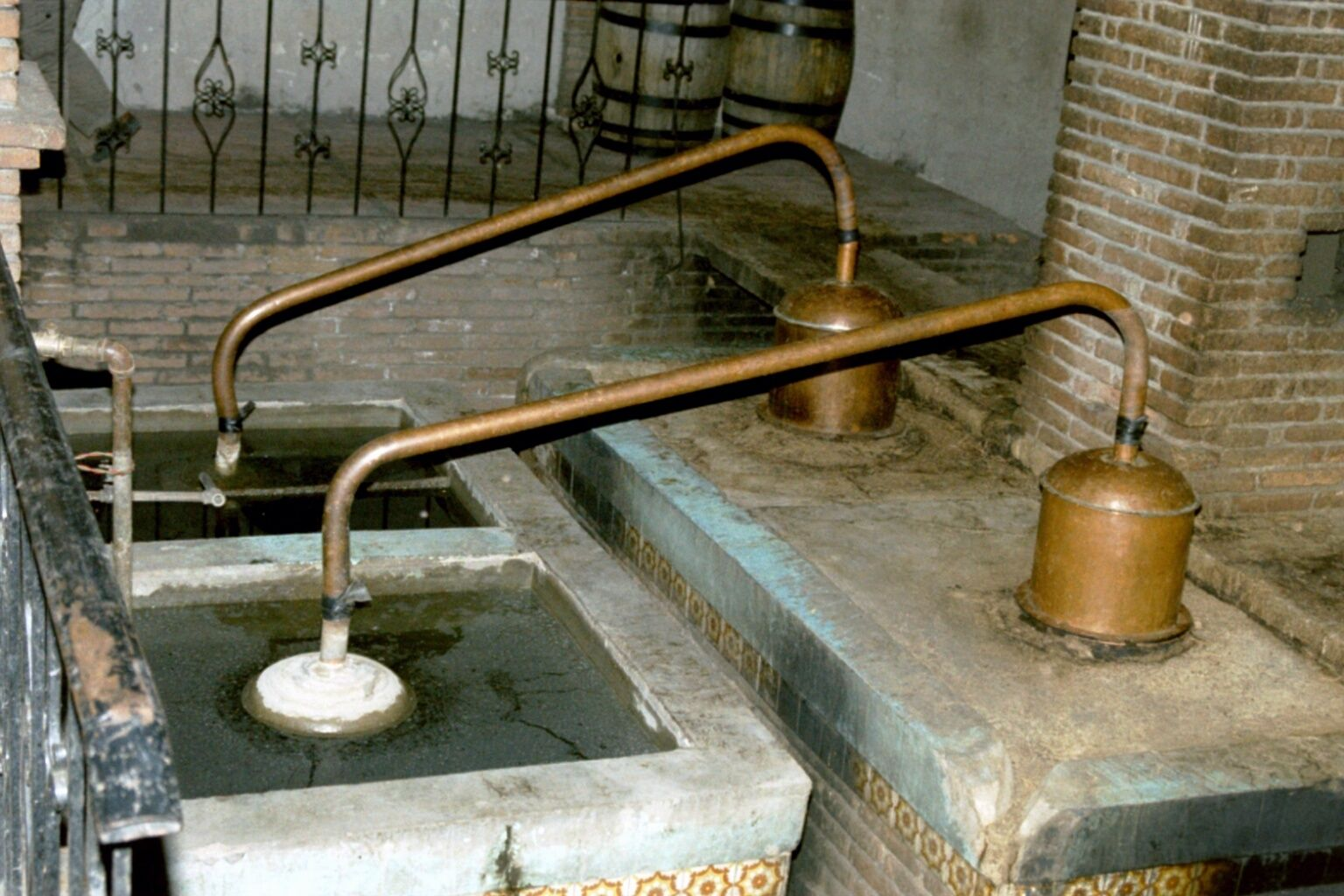
Destilación del mezcal

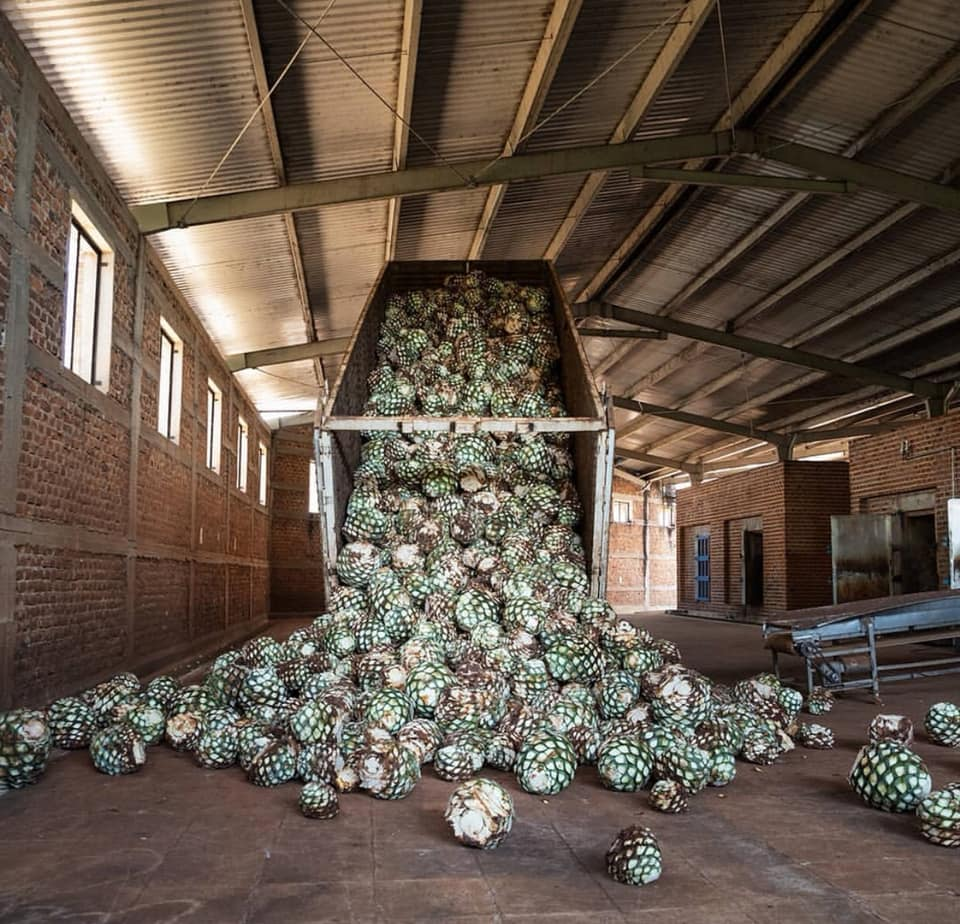
Camión de mezcal (agave azul)

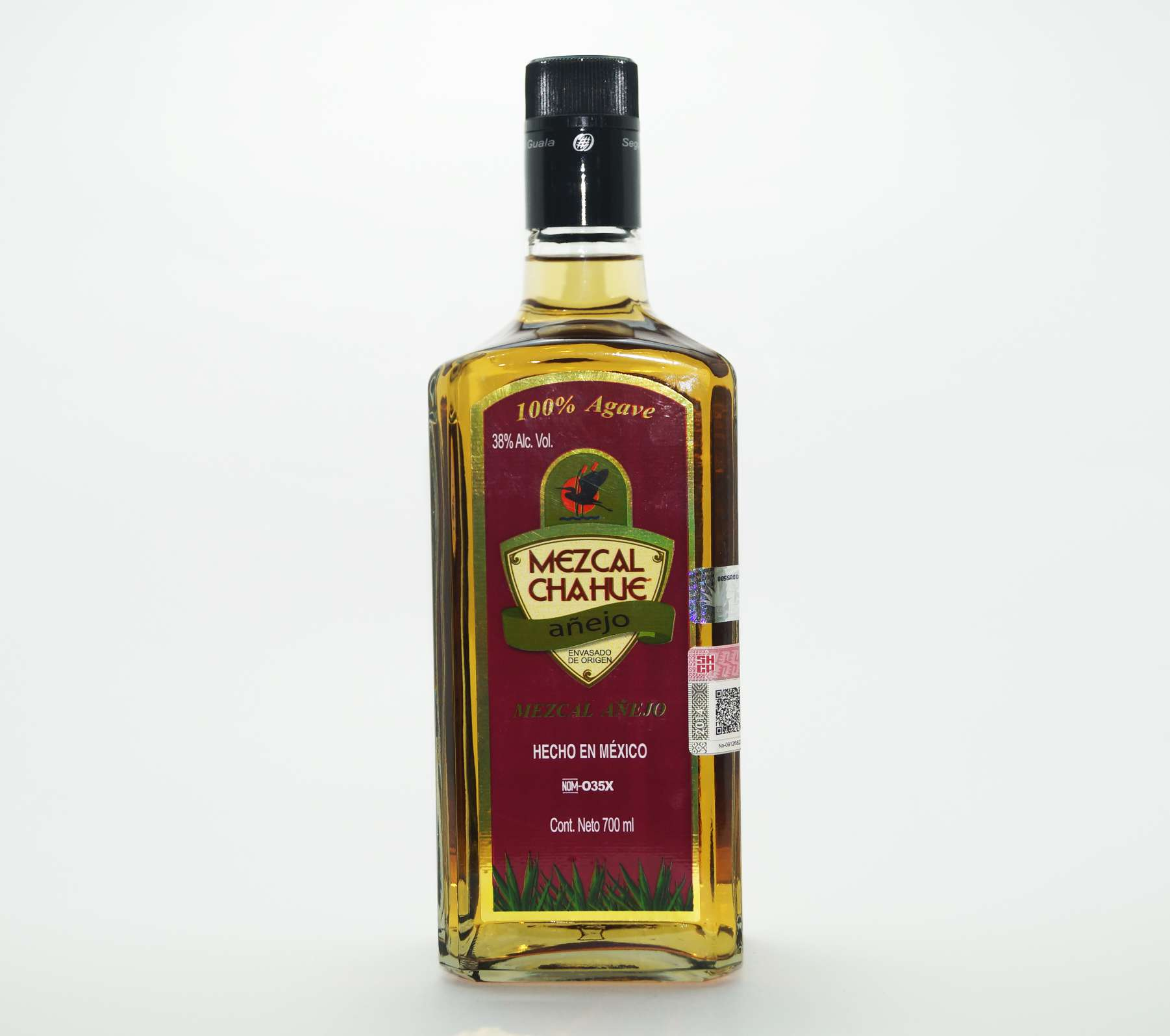
Mezcal añejo

El término mezcal o mescal (del náhuatl mexcalli, 'maguey cocido', de metl 'maguey' e ixcalli 'cocido') tiene tres acepciones, en la actualidad:
- En su sentido primigenio, se refiere al alimento obtenido de la cocción del tallo y de la base de las hojas de esta planta.
- Es el nombre común de algunas especies de maguey o agave, en México.
- Es el nombre de una bebida alcohólica tradicional mexicana, que puede producirse en nueve diferentes estados del país, elaborada a partir de la destilación del corazón del maguey.
- El mezcal, tiene su mito: Se dice que una tormenta se abatió sobre un campo de agaves y varios rayos cayeron sobre las plantas, lo que provocó la creación de los licores. La leyenda asegura que fue Mayahuel para poder brindar el licor a los hombres.

Existen diferentes tipos de maguey, y cada uno produce una versión diferente de mezcal; una de las más conocidas, aunque no responde exactamente a la definición tradicional del mezcal, es el tequila. En pocas palabras, el tequila es, en realidad, un tipo de mezcal. La producción del mezcal está regulada por la Norma Oficial Mexicana NOM-070-SCFI-2016.

## Historia
En excavaciones iniciadas en 1994 por antropólogos de la Universidad Nacional Autónoma de México en la población de Oaxaca, se obtuvieron pruebas para determinar que de la planta de maguey (generalmente conocida por su uso para la elaboración del pulque) antiguamente se obtuvo mezcal.
Con el fin de ampliar su investigación, los científicos universitarios desarrollaron, en 1998, el proyecto La ruta del mezcal, a través del cual recorrieron comunidades indígenas para identificar los lugares donde se produce mezcal a la manera artesanal; se percataron de que aún se destilaba en ollas de barro, y que estaban fechadas hacia el año 400 a. C.
Actualmente, el mezcal cuenta con Denominación de Origen, que protege la producción de esta bebida en los estados de Oaxaca, Durango, Guanajuato, Guerrero, Michoacán, San Luis Potosí, Puebla, Tamaulipas y Zacatecas. En el 2018 se publicó en el Diario Oficial de la Federación la incorporación del estado de Aguascalientes, Morelos y Estado de México, posteriormente en 2021 se agregan 4 municipios del estado de Sinaloa. Los estados mencionados son las únicas regiones del mundo al día de hoy que tiene la denominación de origen llamada Mezcal.

### Técnica prehispánica
Especialistas del Instituto de Química de la Universidad Nacional Autónoma de México analizaron rigurosamente los hornos descubiertos en Xochitécatl-Cacaxtla y confirmaron, así, la presencia del maguey y del combustible que se utilizó para el cocimiento de las piñas.
En el piso de las viviendas, de tepetate, se hacía un agujero de dos metros de diámetro por tres de profundidad, y se llenaba de rocas volcánicas, como el tezontle; luego, se calentaban acomodando encima las piñas de maguey, como se hace hoy en día en los denominados palenques de mezcal de Oaxaca, y se cubrían con pencas de la misma planta. Al cabo de aproximadamente tres días, cuando estaban cocidas, se machacaban y se ponían a fermentar en una tina de madera o en una piel de venado. Una vez terminado el proceso, las piñas se hervían; el vapor se condensaba en otro recipiente, en el que se obtenía el mezcal destilado.

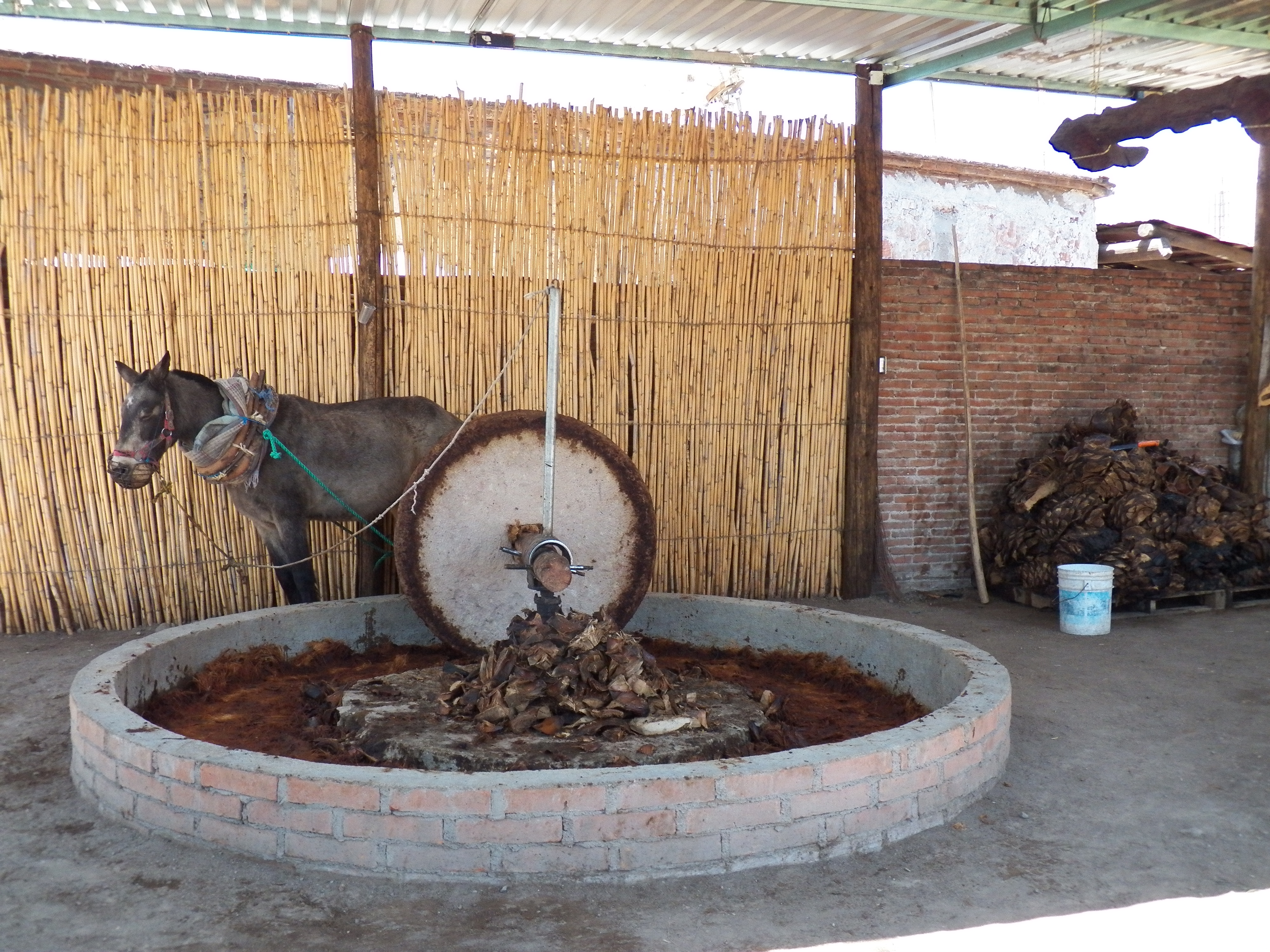
Molino para piñas de mezcal cocido, en Mitla, Oaxaca, México.

El mezcal huichol tiene más de 60% de graduación alcohólica, es absolutamente ritual, para las fiestas; el de Xochitécatl-Cacaxtla se producía solo para la élite económica, política o religiosa o bien para ser bebido en una ceremonia; no todos podían ingerirlo. 
Otro enfoque refiere que es una bebida que surgió durante la colonia, con la llegada de los alambiques. Un dato curioso es que muchos de los mezcales artesanales están destilados en lo que se conoce como "alambique filipino". Estos alambiques venían en los barcos filipinos, y se destilaban bebidas de coco y de palma. Estos barcos filipinos llegaron a la costa occidental de México y propagaron su uso. Sin embargo, al adentrarse dentro de la geografía, el coco y la palma fueron reemplazados por aguamiel de agave, y de ahí se obtuvo el mezcal.

## Denominación de origen
El 28 de noviembre de 1994, el gobierno mexicano otorga la denominación de origen al mezcal estableciendo, en ese primer reconocimiento como región geográfica a los estados de Guerrero, Oaxaca, Durango, San Luis Potosí y Zacatecas. Posteriores modificaciones a la denominación ampliarían la región a otros estados de México.
A nivel internacional, el gobierno mexicano registró la denominación de origen ante la Organización Mundial de la Propiedad Intelectual, conforme al Sistema de Lisboa, en 1996, para los mismos cinco estados.

### Municipios
Los municipios que se incluyen en la Denominación de Origen son:
- Oaxaca, abarca los 570 municipios del estado, y se define un área particular denominada Región del Mezcal de Oaxaca que incluye tan solo a 9 municipios.[10]
- Durango, abarca los 39 municipios del estado (1994).[10]
- Guerrero, abarca los 85 municipios del estado (1994).[10]
- San Luis Potosí: abarca los 58 municipios del estado (1994).[10]
- Zacatecas: abarca los 58 municipios del estado (1994).[10]
- Guanajuato, 2 municipios: San Felipe (2001),[12] San Luis de la Paz (2015)[13]
- Tamaulipas, 11 municipios:[12]
- Michoacán, 29 municipios:[12]

- Puebla, 116 municipios.[14]
- Aguascalientes, 7 municipios.[15]
- Morelos, 23 municipios.[16]
- Estado de México, 15 municipios.[17]

En 2020, el Estado de Sinaloa solicitó la ampliación de la Denominación de Origen a los municipios de Mazatlán, El Rosario, Concordia y San Ignacio. Este proceso legal probablemente concluya en los próximos años.

## Compañías productoras de mezcal
En 2016, el Consejo Regulador de Mezcal (CRM) tenía registrados 835 asociados, con un incremento mayor al 20% y un total de 561 marcas provenientes de los diversos estados en los que aplica la denominación de origen.
Existen diversas clases de mezcal, como el "ancestral" y el "artesanal". Algunas empresas se distinguen solamente por elaborar una clase de mezcal, sin embargo existen otras empresas que se dedican a elaborar mezcales de las dos clases.

## Producción

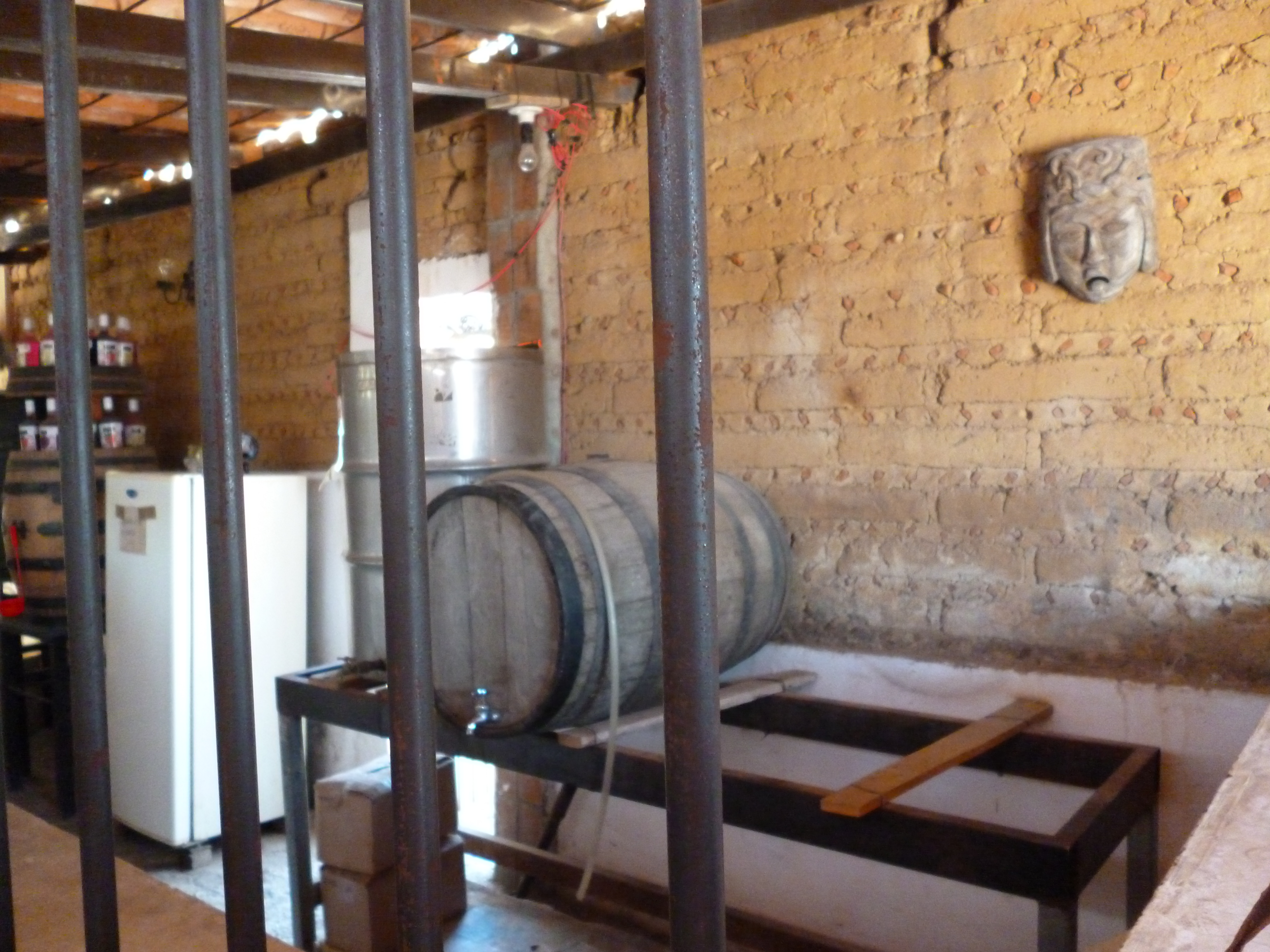
Destiladora de agave, a un costado de la carretera, en el pueblo de Jantetelco, Morelos, México.

### Tipos de agave y tipos de mezcales
Es posible encontrar una gran variedad de mezcales según el tipo de destilación, según la especie de agave o según los frutos o hierbas que se le agreguen; entre ellos, de gusano rojo del maguey, pechuga, blanco, minero, cedrón, alacrán, crema de café, hoja santa y otros.
Cuando la planta alcanza su madurez (de 6 a 8 años), se cosecha y se cortan las hojas, y se deja solamente el corazón o piña (se le llama así porque su forma es muy similar a una piña), que se cuece y después se muele. No todas las especies del maguey son aceptables: la NOM 070 estipula que deben usarse exclusivamente: Agave angustifolia (maguey espadín), A. esperrima (maguey de cerro o maguey bruto o maguey cenizo), A. weberi, A. potatorum (magueyes de mezcal) y A. salmiana (maguey pulquero). La NOM 070 reconoce más de veinte especies o variedades de agave para producir el mezcal. Cada una de ellas genera un mezcal de sabor diferente.
Los mezcales se clasifican en ancestrales, que son aquellos cuya elaboración cumple con ciertos requisitos, como molienda con mazo o tahona y destilado en ollas de barro y la clase artesanal, que puede molerse con desbrozadoras y ser destilado en alambiques de cobre.

### Los fructanos
Tradicionalmente, las pencas se cuecen al horno en los palenques para romper las cadenas de fructanos y así obtener azúcares sencillos, que son comestibles y fermentables. Estos hornos son pozos cónicos con un diámetro aproximado de 2.5 a 3.5 m (8-12 p), cavados en la tierra. Los pozos se alinean con piedras calientes, luego con hojas de agave, petate y tierra. Se deja la piña cocinando en el pozo durante el tiempo necesario que depende del agave y de las condiciones climáticas y ambientales. Esta cocción genera las notas ahumadas del mezcal artesanal y ancestral.

### Cocción de las piñas; uso de animales
Después del proceso de cocción, en el Mezcal Artesanal las piñas se colocan en un aro de piedra o de concreto de unos 3 m (12 p) de diámetro, donde una gran rueda de piedra unida a un poste en su centro comienza a rodar y a molerlas. En los palenques o fábricas donde se produce Mezcal Artesanal se utilizan animales (caballos) para arrastrar el peso de la piedra. En el Mezcal Ancestral son molidas con procedimientos manuales.
Los fabricantes de mezcal corriente, no artesanal o ancestral, cocinan las piñas en autoclave y luego las muelen con trituradoras mecánicas.

### Tinas de madera; fermentación natural mediante microorganismos ambientales
El bagazo resultante de la molienda se coloca en tinas de madera de 1,000 a 2,000 litros (300-500 galones) y se agrega la mayor parte de agua a la mezcla. La fermentación transformará los azúcares en alcohol y en bióxido de carbono, así como en otros productos resultantes del proceso fermentativo, mediante un agente biológico como la levadura y otras bacterias. La tradición del mezcal dicta que la fermentación debe ser natural, es decir, que son los microorganismos del medio ambiente los que harán su trabajo, sin ayuda de ningún acelerador químico

### Primera destilación
Una vez que ha terminado la etapa de fermentación, se lleva a cabo la primera destilación, con la que se obtiene un mezcal al 50% o más de alcohol , llamado "mezcal de punta".

### Segunda destilación
Para elaborar un producto de mejor calidad, vuelve a destilarse todo el producto, con el fin de estandarizar la graduación alcohólica. Tradicionalmente, el mezcal no debe ser rebajado con agua, porque esto implica una adulteración de la bebida, ya que los mezcales tradicionales tienen una graduación alcohólica por arriba de los 45 ºGL.

### Agotamiento de cultivos
El hecho de que el mezcal se ha convertido en una de las bebidas de moda y exportación en bares y restaurantes de México ha provocado que comiencen a agotarse los cultivos: para elaborar un litro de mezcal, es necesario explotar entre 10 y 20 kilos de agave. Ariel Vázquez Elorza, del Centro de Investigación y Asistencia en Tecnología y Diseño del Estado de Jalisco, subrayó, en el Diálogo Nacional por el Mezcal 2017, la necesidad de definir una política pública que permita innovar los sistemas administrativos y de producción y lograr un precio único de la bebida, pues los productores de agave obtienen ganancias cada vez menores, de 41 000 pesos mexicanos anuales, es decir, entre 100 y 112 pesos al día. Estas cantidades contrastan con la exportación que, por 24 millones de dólares, logran 963 municipios mezcaleros, muy por debajo de los 281 municipios tequileros, que venden al año mil millones de dólares. En el 2016, Oaxaca produjo 2 millones de litros de mezcal, que equivale al 83 por ciento de la producción total, mientras que Zacatecas, Guerrero y Michoacán produjeron el porcentaje restante. En el 2015, el ejido de Mochitlán, en el estado de Guerrero, constituyó un equipo interdisciplinario para estudiar el agroecosistema del agave mezcalero, creó una cooperativa de 39 mujeres como custodias de la cultura del mezcal, comenzó trabajos académicos para desarrollar actividades de autoaprendizaje y creó también la Escuela Campesina de Formación de Maestros Agroecológicos y Catadores Locales, que ya logró graduar a los primeros 12 maestros.

## Clasificación del mezcal
La clasificación del mezcal se hace con base en la Norma Oficial Mexicana NOM-070-SCFI-2016, la cual establece las características y especificaciones que debe cumplir la bebida alcohólica destilada denominada Mezcal para su producción, envasado y comercialización.

### Mezcal
Su elaboración debe cumplir con al menos las siguientes cuatro etapas y equipo:
a) Cocción: Cocimiento de cabezas o jugos de maguey o agave en hornos de pozo, mampostería o autoclave.
b) Molienda: Tahona, molino chileno o egipcio, trapiche, desgarradora, tren de molinos o difusor.
c) Fermentación: Recipientes de madera, piletas de mampostería o tanques de acero inoxidable.
d) Destilación: Alambiques, destiladores continuos o columnas de cobre o acero inoxidable.

### Mezcal artesanal
Su elaboración debe cumplir con al menos las siguientes cuatro etapas y equipo:
a) Cocción: Cocimiento de cabezas de maguey o agave en hornos de pozo o elevados de mampostería.
b) Molienda: Con mazo, tahona, molino chileno o egipcio, trapiche o desgarradora.
c) Fermentación: Oquedades en piedra, suelo o tronco, piletas de mampostería, recipientes de madera o barro, pieles de animal, cuyo proceso puede incluir la fibra del maguey o agave (bagazo).
d) Destilación: Con fuego directo en alambiques de caldera de cobre u olla de barro y montera de barro, madera, cobre o acero inoxidable; cuyo proceso puede incluir la fibra del maguey o agave (bagazo).

### Mezcal ancestral
Su elaboración debe cumplir con al menos las siguientes cuatro etapas y equipo:
a) Cocción: Cocimiento de cabezas de maguey o agave en hornos de pozo.
b) Molienda: Con mazo, tahona, molino chileno o egipcio.
c) Fermentación: Oquedades en piedra, suelo o tronco, piletas de mampostería, recipientes de madera o barro, pieles de animal, cuyo proceso puede incluir la fibra del maguey o agave (bagazo).
d) Destilación: Con fuego directo en olla de barro y montera de barro o madera; cuyo proceso puede incluir la fibra del maguey o agave (bagazo).

## Clasificación del mezcal en función del añejamiento
El mezcal se añeja rápidamente, en comparación con otras bebidas alcohólicas. Se almacena en grandes barricas de madera por periodos de entre dos meses y siete años. Durante este tiempo, el mezcal adquiere un color dorado, y su sabor se va marcando por el tipo de madera de las barricas. Entre más tiempo se deja añejar, más oscuro es el color que adquiere y mayor es la diferencia en su sabor.[cita requerida]
- Blanco: Mezcal sin color, almacenado por menos de dos meses, verificando su almacenado.
- Madurado en vidrio: Almacenado en recipientes de vidrio cuando menos 1 año y bajo condiciones reguladas de temperatura, iluminación y humedad.
- Reposado: Almacenado entre dos meses y un año.
- Añejo: Almacenado por lo menos un año, en barriles de no más de 1,000 litros.

El mezcal reposado en barricas de cualquier madera destruye los sabores más finos característicos del mezcal, por lo que no es recomendable. Tradicionalmente, el mezcal se madura en vidrio para conservar todas sus características organolépticas.

## Clasificación del mezcal por añadidura
Algunos mezcales pueden variar dependiendo de ingredientes ajenos, como ejemplos tenemos en Oaxaca, Matatlán el tipo "Pechuga" o en Puebla el "Pechuga con mole" estos mezcales igual pueden variar por alguna planta que puede ser incorporada para cambiar el color a un tono verdoso y su sabor con mayor amargura o frescura, como la hierba llamada Poleó.
- Tipos Pechuga: En su segunda destilación se agrega una pechuga de guajolote junto con algunas frutas y especias al alambique, este tipo se elabora principalmente en día de muertos y como dato curioso al acabar este proceso la pechuga queda del tamaño de una pasa, obteniendo un mezcal color paja y semi dorado donde los sabores de la misma pechuga perdura y de sabores exquisitos.
- Tipo Poleo, Cedrón, Hoja Santa: Como su mismo nombre lo dice, a estos mezcales se les agregó ciertas hierbas para dar mayor frescura, otro aroma y otro sabor, son mezcales muy frescos que principalmente se usan como digestivos o incluso como remedios para dolores por sus propiedades herbáceas.

## Clasificación del mezcal por tipo de agave
El mezcal puede elaborarse aproximadamente con 14 distintos tipos de agave, existen los silvestres que como nos sugiere su nombre no han sido "domesticados" un ejemplo de estos es el espadín de Oaxaca, estos tipos de mezcales son más elevados en precios debido a que el productor utiliza mayor materia prima para obtener el producto final, por lo tanto es un producto único en calidad ,además que el sabor es muy diferente a un mezcal reposado o añejo, estos mezcales no pasan por barrica debido al costo elevado de producción y porque no tiene sentido ensamblar lo sabores tan complejos que ya conllevan, en algunas ocasiones mezclan más de un tipo de agave en una botella estos se llaman "ensamble" ya que es el conjunto de dos o más tipos de mezcal en una botella.
Tipos de agaves silvestres:
Tobalá:  chico de hoja gruesa igual llamado Papalometl, dan un mezcal suave en ataque y fácil de degustar, excelente para personas que van adentrandose al mundo del mezcal, pueden encontrarse principalmente en la mixteca y en algunos lugares en Puebla.
Cuishe:  alargado y de hoja fina, estos agaves una vez limpios para poder hornearlos son de forma alargada muy similar al tronco de un árbol, dan un mezcal de sabor fuerte y de aromas increíbles donde perdura mucho su aroma a maguey y a la misma aguamiel, estos mezcales son de sabores complejos pero de excelentes retrogustos donde podremos obtener sabores diversos dependiendo si era el primer tipo (madrecuixe, bicuixe) Abundan principalmente en Oaxaca
Coyote: chico con espinas de color negro y hojas gruesas rojizas, este tipo de agaves dan un mezcal único en sabor y aroma, de sabor fuerte y de intensidad duradera, excelente para personas que estén enamoradas del mezcal para incluir en su bodega personal. Podemos encontrarlos en la mixteca, en Michoacán y Puebla
Tepeztate: chico de hoja alargada, estos agaves dan un mezcal de sabor fuerte y aroma duradero, donde abundan los sabores alcholosos e intensos del maguey, excelente mezcal para degustar, podemos encontrarlo principalmente en Oaxaca
Papalote: chico de hoja gruesa, puede tener otros nombres dependiendo de la región, igual llamado Cupreata estos agaves son ligeramente más dulces y suaves en comparación a otros, dan un mezcla de sabores ricos y livianos donde abunda mucho la dulzura del agaves, podemos encontrarlos en Puebla y zonas Mixtecas
Cenizo: chico de hoja gruesa, de este tipo de agaves obtenemos un mezcal rico en aroma y de sabores fuertes, este tipo es encontrado en las zonas de Durango y Zacatecas, incluso puede ser utilizado para elaborar pulque
Estoquillo: chico con hoja alargada, obtenemos un mezcal de sabores fuertes y aromas duraderos, un mezcal balanceado pero de intensidad marcada principalmente los sabores dulces por sus grandes cantidades de azúcares, podemos encontrarlo en su mayoría enTamaulipas.
Mexicano:  alargado y grande, obtenemos un mezcal balanceado en aromas y de sabores fuertes, este agave se encuentra principalmente en la cima de los montes y debido a su belleza lleva el nombre "Mexicano" se puede encontrar en la mixteca pero principalmente en Oaxaca.

## Polémicas
El CRM, en colaboración con el Ciatej (un centro de investigación del Conacyt), realizó un estudio de los elementos que aportaron los municipios del Estado de México, Morelos y Aguascalientes para ser incluidos en la Denominación de Origen Mezcal. Tomaron en cuenta los tres factores que exige la Ley de Propiedad Industrial: factores humanos (ancestralidad), producción activa (persistencia cultural) y factores naturales (magueyes nativos).
En su análisis, el organismo regulador halló que solo 5 municipios de los 15 propuestos en Estado de México cumplirían con los tres factores: Malinalco, Ocuilan, Tenancingo, Zacualpan y Zumpahuacán. Mientras que en Morelos, solo 3 de los 23 municipios cumplen con los requisitos: Coatlán del Río, Miacatlán y Tlalquiltenango. En Aguascalientes no hubo ningún municipio que cumpliera con los tres factores.
El CRM indicó que la ancestralidad, persistencia cultural y magueyes nativos deben ser constatados físicamente por una comisión de Instituciones que verifiquen los procesos ancestrales, naturales y las especies de Agave usadas.

## Guía para reconocer un mezcal tradicional
El mezcal debe tener adherido en la botella el logo "Mezcales Tradicionales de los Pueblos de México"; si no lo presenta, puede tratarse de un mezcal producido por un maestro independiente. Puede verificarse siguiendo los siguientes pasos:
- En la etiqueta debe presentar la frase "100 % agave", lo que indica que está hecho solamente de maguey. Aunque la NOM-070-SCFI-1994[25] también admite la adición de un 20% de otros carbohidratos.
- Según la NOM-070-SCFI-1994[25] la graduación alcohólica debe ir de los 35% a los 55% Alc. Vol.
- Debe indicar el estado y municipio o población de origen, así como el tipo de maguey o magueyes usados; puede incluir opcionalmente el nombre del maestro mezcalero que lo destiló.
- Al mover ligeramente la botella debe presentar "perlado", a menos que se trate de un mezcal de 55 % ALC. VOL. o mayor riqueza alcohólica, en cuyo caso la perla solo se formará momentáneamente al agitarlo; a mezcales como estos se les llama "de puntas".

Todos los mezcales tradicionales perlean (es decir, forman perlas), la razón es simple: a partir de los 45° , los compuestos aromáticos que contienen-pueden ser más de 350- les dan tal intensidad que esta se manifiesta en el perlado que se genera al agitarlos o vaciarlos en un recipiente. [cita requerida] Si la riqueza alcohólica es de 45°, la perla será pequeña y de breve duración;[cita requerida] si se encuentra entre 49.5° y 50.5°, se forma sobre la superficie del mezcal una capa duradera de perlas medianas que en algunas regiones llaman cordón cerrado [cita requerida], prueba de calidad que en 1960, debían de pasar todos los mezcales para poder comercializarlos.[cita requerida] A partir de los 51°, la perla es más grande y de corta duración, pudiendo hacer doble cordón cerrado;[cita requerida] a partir de 55°, es mayor y de menor permanencia.[cita requerida] También podemos encontrar mezcales en los cuales lleguen a combinarse el tipo de perlado debido a la combinación de magueyes presentes.[cita requerida]

### Cómo catar un mezcal
- Debe servirse preferentemente en una jícara de bule o morro (un recipiente elaborado con el fruto de la güira (Crescentia cujete); de lo contrario, en un vaso de boca ancha.[cita requerida]
- Puede verificarse el perlado (con excepción del mezcal de puntas, como se mencionó anteriormente), vertiendo el mezcal entre dos vasos a una altura de 20 cm de diferencia.[cita requerida]
- Oler el mezcal: el primer olor es el percibido después de frotar una gota de mezcal entre las manos; después, podrán ir descubriéndose diferentes aromas del mezcal.[cita requerida]
- Finalmente, tomar un pequeño sorbo de mezcal (5 mililitros) y enjuagar suavemente la boca durante 10 segundos, deteniendo el proceso de enjuague pero sin tragar el mezcal; se debe permitir que salgan los vapores por la nariz durante 10 segundos.[cita requerida] Después de esto, puede tragarse poniendo atención a los sabores y aromas. Luego, debe pasearse por la boca otro pequeño trago durante 10 segundos, para después tragarlo. Los sabores que regresan del estómago en este segundo trago son los más finos y exquisitos del mezcal.[cita requerida] Pasados algunos minutos, la lengua y el paladar estarán impregnados con el sabor y aroma del maguey cocido, sensación que puede durar más de 1 hora.[cita requerida]

Se deben evitar los mezcales pasados por barrica, ya que la madera, sin excepción, mata los sabores y aromas más finos. Puede detectarse fácilmente porque toman un color amaderado. Los mezcales tradicionales son casi incoloros.[cita requerida]

## Diferencia entre mezcal y tequila
Una variedad del mezcal es el tequila, bebida que adquiere su nombre del pueblo donde se produce (Tequila (Jalisco)) y cuyo proceso se ha industrializado totalmente, situación que genera la gran diferencia entre el tequila y el artesanal mezcal. A diferencia del mezcal, el tequila solo se puede elaborar a partir del Agave tequilana, variedad azul, mientras que en el mezcal se pueden utilizar, como materia prima, todas las especies de agave que se encuentren dentro de la zona con Denominación de Origen mezcal.[cita requerida]

### Lugar de origen
- Mezcal en Oaxaca (sur de México)

En México, se producen y consumen distintos licores que enorgullecen a los pobladores y dan identidad a las regiones, y en Oaxaca es el mezcal. Al igual que el tequila, el mezcal proviene de una variedad de agave, y su proceso es totalmente artesanal. En las cercanías de Oaxaca es posible visitar fábricas que garantizan tener un toque muy personal en cada variedad de sus bebidas. Los agaves espadín, arroquense y tobalá son tres de las especies que, fermentadas y destiladas, producen otras tantas variedades de mezcal. El espadín y el arroquense son productos del cultivo, mientras que el tobalá es un agave silvestre que es el más común en la producción de mezcal.[cita requerida] A diferencia del tequila, que solo se fabrica con agave azul", las variedades de mezcal se logran con una mezcla de distintas especies de agave. Los campesinos esperan con paciencia el crecimiento de la penca, ya que deberán transcurrir unos siete años para que la planta madure.[cita requerida]
El proceso se inicia cuando el campesino separa la piña de los tallos, las hojas y las raíces que la rodean. Una vez obtenidas las piñas, se cuecen y luego se muelen. El bagazo resultante se deja reposar en grandes y olorosas tinas. Ya aquí, el proceso requiere calma y paciencia para esperar a que el bagazo fermente; en este punto, el líquido pasa a los alambiques.
Este es el momento en el que el artesano desarrolla su particular forma de dotar al futuro mezcal de su sabor característico. En la elaboración del auténtico mezcal de tobalá, es indispensable que el proceso transcurra en ollas de barro. Cabe señalar, por último, que hay distintas variedades o tipos de mezcal oaxaqueño: reposado, añejo, minero, pechuga y gusanito.

### Proceso de elaboración
La producción del mezcal es artesanal y por lo tanto varía de región en región. Sin embargo, se determina un proceso más o menos homogéneo que sigue las siguientes etapas:
1. Cultivo y cosecha: Se inicia el proceso con el cultivo del maguey. La siembra tiene lugar en los terrenos más diversos, y su cultivo se encuentra dentro de lo que hoy se conoce como agricultura orgánica, ya que no se utilizan productos artificiales en ella. El agave tarda entre 8 y 10 años para estar “en su punto”.
2. Selección de la materia prima más adecuada: Por generaciones los agaves mezcaleros se han ido seleccionando a partir de plantas silvestres y se han ido mejorando. El cultivador tiene que verificar su buen estado para que lo corten.
3. Corte de las piñas: Posteriormente se cortan las pencas y raíces hasta dejar el centro del maguey al descubierto, a esta forma del maguey se le conoce comúnmente como piña.
4. Traslado al palenque: El traslado de las piñas a los palenques o fábricas de mezcal se hace en carretones jalados por bueyes o camiones de carga, dependiendo de la cantidad y tipo de terreno donde se haya hecho la recolección. Los palenques generalmente se sitúan cerca de las plantaciones donde encuentran los recursos necesarios para procesar las piñas como la leña y el agua. Se debe procurar que estén techados y que cuenten con piso de cemento.
5. Cocimiento: Después viene el cocimiento de las piñas. Antes de meterlas al horno de piso, las piñas se pican con golpes de hacha para que se facilite su cocción. El horno puede ser de dos tipos y varía en función de su uso. Generalmente los vemos revestidos de piedra refractaria se localizan en los lugares donde se produce mezcal en grandes cantidades, se encuentran principalmente en los municipios de Tlacolula, Yautepec y Ejutla. El horno ha debido precalentarse hasta que las piedras presenten una coloración al rojo vivo, entonces las piñas se colocan, se cubren con bagazo y luego con tierra. El horneado tiene una duración aproximada de tres días para lograr la plena cocción. Al terminar esta fase, el agave cambia de color blanco a caramelo, lo que es indicio de un buen cocimiento, puesto que se ha logrado “que los carbohidratos o almidones contenidos en las piñas se transformen en azúcares.”
6. Molienda: Se realiza generalmente en un molino egipcio, que consiste en un pozo de cemento con un poste central y una rueda de piedra que gira por la tracción de una bestia de carga que controla una persona. También se desmenuza y tritura el agave cocido para obtenerse los mostos que se utilizarán para la fermentación.
7. Fermentación: Se transportan los mostos a tinas de madera de roble o encino que pueden tener capacidad hasta de dos mil litros. El proceso de fermentación tiene dos elementos fundamentales: el agua y la temperatura. De esta última dependerá el tiempo que se tome en fermentar; que va de tres a cinco días. La fermentación natural deja que los microorganismos actúen libremente y desdoblen los hidratos de carbono para convertirlos en alcohol etílico. Se puede ayudar al proceso sin alterarlo, vertiéndole de forma alternada agua fría y caliente para apoyar a los microorganismos . Sin embargo, se ha observado que algunos mezcaleros utilizan el sulfato de amonio para acortar los tiempos de fermentación para aumentar su producción. A esta forma de fermentación se le llama acelerada, pero “mezcaleros afirman que el gusto del mezcal cambia si se le añade alguna sustancia para acelerar la fermentación”.
8. Destilación: Al finalizar el proceso de la fermentación, los mostos cocidos llamados “tepache” se pasan a los alambiques para llevar a cabo la destilación. Ésta se realiza con el bagazo y con equipos hechos de cobre, ollas de barro, carrizo o quiote; según la región, las costumbres o la capacidad productiva. La mezcla se calienta en el alambique, se evapora y condensa lentamente a través de un serpentín que deposita su contenido en un recipiente.
9. Envasado: Es la última fase del proceso, para ello los mezcaleros estandarizan el producto mediante diversos métodos como la homogeneización y estabilización del mezcal. Primero está el ajuste del grado alcohólico, que según la NOM del mezcal debe estar entre 36 y 55% alcohol sobre volumen. Este se realiza según cada productor. Algunos mezcaleros utilizan una pipeta de carrizo y un recipiente pequeño donde vierten el mezcal, observan la formación de burbujas que se hace y según el tamaño de estas “perlas” se determina si el mezcal es de buena calidad o no. Otros medios modernos para la homogeneización del producto es mediante pruebas de laboratorio que permiten dar al destilado una misma graduación mediante diversos métodos de dilución, filtración y reposado. Así, puede obtenerse “una bebida pura, joven persistente, brillante y con cuerpo”, lista para envasarse según las marcas de los productores. Las plantas envasadoras presentan características diversas, desde el envasado manual, hasta la semiautomáticas. Estas ayudan a llevar un adecuado control de calidad del mezcal; sin embargo, existe también el mezcal a granel, que es más para consumo local, o también los pequeños productores que no tienen marcas registradas y envasan su mezcal en recipientes de vidrio o de barro negro de forma totalmente manual.

### Especie de maguey
- El mezcal es de Agave vivipara, y tiene más azúcares y es más grande. En Zacatecas, se utilizan tanto agave azul —en la región de los cañones de Juchipila, Jalpa, etcétera— como Agave salmiana —región sureste, Pinos y Villa Hidalgo—.[cita requerida]
- Para el tequila, se utiliza únicamente el Agave tequilana, variedad azul.

### Sabor
- El mezcal tiene un sabor fuerte aromático a notas cítricas dulces, terrosas y ahumadas.
- El tequila también, pero con tendencia a ser neutro.

## Variedades de mezcal
El mezcal puede concebirse como género y especie, así, de manera genérica, es mezcal todo destilado obtenido de agave, mientras que de forma específica el mezcal es un producto que se comercializa con el nombre de "mezcal", dado que se trata de un destilado de agave que en esencia cuenta con autorización para comercializarse en envases que pueden llevar la leyenda "mezcal" por contar con Denominación de Origen del Mezcal (DOM), que existe desde el 28 de noviembre de 1994. Mediante dicha denominación, se restringen los lugares en los que se puede producir un producto que pueda comercializarse bajo la denominación "mezcal," siendo que actualmente solo doce Estados de la República Mexicana pueden producir destilado de agave con la denominación "mezcal" que son: Durango, Guerrero, Guanajuato, Michoacán, Puebla, San Luis Potosí, Zacatecas, Tamaulipas y Oaxaca, habiéndose incluido a principios de agosto de 2018 los estados de Aguascalientes, el Estado de México y Morelos, sin embargo, respecto de los últimos tres actualmente existen varios juicios promovidos por la Cámara Nacional de la Industria del Mezcal (Canaimez) y el Sistema Producto Maguey Mezcal, para lograr que se les excluya como estados productores de mezcal, por lo que en algún momento dichos estados pueden perder la autorización.
No obstante, en México existen otros destilados de agave que, como ocurre con el Tequila, son variedades del mezcal, sin embargo, por no contar con denominación de origen, no pueden comercializarse con un etiquetado que señale que se trata de un "mezcal," aunado a que algunos destilados han obtenido su propia denominación de origen. Hacia el año 2015, mediante el Proyecto de Norma Oficial Mexicana PROY-NOM-199-SCFI-2015, conocida como NOM-199, en el punto 7.2.1. de dicho proyecto, se trató de agrupar a todas las variedades de mezcal que no contaran con denominación de origen bajo la denominación genérica de “komil”, con lo que se trataba de regular además la cantidad de — y contenido alcohólico de los productos, sin embargo se terminó por desechar esa iniciativa dada la complejidad que implicaba, aunado a que no pocos productores consideraron que era un atentado contra la denominación tradicional que tenían sus productos y que además ello propiciaría una competencia desleal.
Entre las variedades de mezcales que existen, se encuentran los siguientes:
- Bacanora: es un destilado del Agave angustifolia. Cuenta con Denominación de Origen que autoriza su producción en 35 municipios de la zona serrana del Estado de Sonora.
- Comiteco: Se trata de un destilado que se obtiene de la fermentación de la savia de Agave atrovirens, que se combina con piloncillo y timbre. Se produce en el municipio de Comitán de Domínguez, del Estado de Chiapas.
- Destilado de agave: Se trata de un producto que se puede elaborar con cualquier variedad, no obstante, no puede comercializarse con la denominación de productos que cuentan con Denominación de Origen, como por ejemplo el Tequila o el mezcal, al no producirse en los Estados que la ostentan.
- Destilado de pulque: Se trata de una bebida que se obtiene de destilar la savia fermentada de Agave atrovirens. Se produce principalmente en el Estado de Tlaxcala.
- Lechuguilla: Se trata de un destilado que se obtiene del agave llamado igualmente Lechuguilla. Se produce en los estados de Sonora y Chihuahua.
- Licor de agave: Es una bebida producida a partir de la fermentación de la savia del Agave tequilana variedad azul, razón por la que contiene mucho menos alcohol que el tequila, además, al producirse con un proceso distinto al del Tequila, no puede comercializarse con dicha denominación.
- Licor de henequén: Es un destilado que se obtiene de Agave fourcroydes. Se produce en el Estado de Yucatán.
- Quitupan: También conocido con el nombre de "mezcal de olla" es un destilado que se obtiene de Agave angustifolia. Se produce en el municipio de Quitupan del Estado de Jalisco.
- Raicilla: Se trata de un destilado que se obtiene de diversos agaves como son el A. maximiliana, A. inaequidens, A. valenciana, A.angustifolia y A. rhodacantha. Cuenta con denominación de origen que autoriza su producción en diversas regiones de los Estados de Jalisco y Nayarit.
- Sikua: Es un destilado que se obtiene de Agave cupreata. Se produce en varios municipios de Michoacán.
- Sisal: Era un destilado que se obtenía del Agave fourcroydes. Actualmente no existen productores de dicha bebida. Se producía en algunos municipios del Estado de Yucatán.
- Tequila: Es un destilado que se obtiene de Agave tequilana variedad azul. Se trata de uno de los mezcales más populares. Su nombre se debe al municipio de Tequila, Jalisco, de donde es originario. Cuenta con denominación de origen que autoriza su producción en los Estados de Jalisco, Guanajuato, Michoacán, Nayarit y Tamaulipas.
- Tuxca: Es un destilado que se obtiene de diversos tipos de agave, como son el lineño, ixtero amarillo, cimarrón, listero, cenizo o Agave salmiana. Se produce en los estados de Colima y Jalisco.
- Turicuato: Es un destilado que se obtiene del Agave angustifolia, entre otros. Debe su nombre a que se produce en el Municipio de Turicato, del Estado de Michoacán.
- Yaax Ki: Era un destilado que se obtenía del Agave fourcroydes, aunque actualmente no se sigue produciendo. Se elaboraba en el Estado de Yucatán.
- Zihuaquio: Es un destilado que se elabora con agave de hoja ancha. Se produce en el Estado de Guerrero.
- Sotol: Tradicionalmente se le consideraba como un mezcal, aunque recientemente se ha descubierto que la planta de la que se obtiene (Dasylirion), no pertenece al género Agave. Cuenta con denominación de origen que autoriza su producción en los Estados de Chihuahua, Durango y Coahuila.

Además, existen otras variedades de mezcal o destilados de agave que no se producen en México, como son los siguientes:
- Cocuy pecayero: es un destilado que se produce con el agave Cocui trelease. Se produce en el municipio Sucre del estado Falcón, al occidente de Venezuela. Cuenta con su propia Denominación de Origen.
- DesmondJi: Es un destilado que se elabora en base al A. americana. Se produce en la India desde el año 2011.
- Agava Sunrise: Es un destilado que se obtiene del mismo agave con el que se produce el Tequila. Se trata de un destilado producido con la finalidad de competir directamente con el Tequila mexicano. Se produce principalmente en la ciudad de Graff Reinet, Sudáfrica, desde el año 1994, por la compañía denominada "Agave Distillers Ltd."
- Miski: también conocido con el nombre de miske. Es un destilado que se obtiene a partir del pulque o jugo de charguarmisqui, que se extrae del agave conocido como charguarmisqui. Su producción data del año 2016 y se produce en Cayambe, Ecuador.

## Acerca del gusano
El gusano de las botellas de mezcal sirve únicamente para aportar una característica específica a un cierto tipo de mezcal. El origen de esta práctica se remonta a 1940. El gusano cambia el sabor del agave y se encuentran algunas veces en las pencas después de cosecharlas, una señal de mala elección, o de agave infestado).
Ya que el gusano es característico del mezcal y nunca se utiliza en el tequila, se ha dicho que sin esta práctica no se podría diferenciar a estas bebidas; sin embargo, es el sabor ligeramente ahumado y el aroma dulce del mezcal lo que lo distingue.
También es el ingrediente principal de la sal de chinicuil, el cual es un acompañamiento común del mezcal.

## Feria del Mezcal
La Feria del Mezcal inició en 1997, con el apoyo de las principales marcas de mezcal del estado de Oaxaca. En este encuentro, participan productores, envasadores y comercializadores que realizan degustaciones de la bebida a los visitantes.
En el mes de julio se celebra cada edición de la Feria del Mezcal en paseo Juárez "El Llano", parque que se localiza en el centro histórico de la ciudad de Oaxaca de Juárez
El principal objetivo de la feria es promocionar, posicionar y comercializar el mezcal de Oaxaca como un sector estratégico de la economía local.

## Festival
Cada año, el estado de Oaxaca patrocina el Festival Internacional del Mezcal en la capital, Oaxaca de Juárez . En la celebración, tanto la comunidad local como turistas pueden degustar y adquirir una gran variedad de mezcales elaborados en el estado. También participan mezcales de otros estados, como Guerrero, Guanajuato y Zacatecas. Este festival se inició en 1997 para acompañar el festival anual de Guelaguetza . En 2009, el festival contó con más de 50.000 visitantes y aportó 4 millones de pesos a la economía. 